# Vintsouk Viatchorka
Valiantsin Ryhovaritch Viatchorka, dit Vintsouk Viatchorka (en biélorusse : Валянцін Рыгоравіч “Вінцук” Вячорка), né le 7 juillet 1961, est un homme politique biélorusse.
Il est le leader du Front populaire biélorusse, parti politique opposé au régime en place.
Il est le père de Franak Viatchorka.